# Herington
Herington est une localité des comtés de Dickinson et Morris au Kansas, États-Unis.

## Histoire
Herington porte le nom de son fondateur, Monroe Davis Herington. Son nom de naissance était Davis Monroe Herrington, mais il a supprimé le deuxième « r » de son nom de famille.
Le premier bureau de poste fut ouvert à Herington en février 1884.
En 1887, M. Herington réussit à convaincre le Chicago, Kansas and Nebraska Railway (en) de passer par Herington. Il donna le terrain et le droit de passage pour que Herington devienne un point de division avec des ateliers, deux maisons rondes, une maison de marchandises, des cours de pont, un bureau de télégraphe et de nombreux autres bâtiments. Il fournit la pierre calcaire pour la gare de marchandises et pour un dépôt à deux étages de 8,5 m × 20,1 m (28 x 66 pieds), plus tard agrandi à 8,5 m × 32 m (28 x 105 pieds). La même année, le Chicago, Kansas and Nebraska Railway construisit une ligne principale de Topeka à Herington, et prolonge sa ligne principale de Herington à Pratt. Cette ligne est appelée « Golden State Limited ». La même année, la Chicago, Kansas and Nebraska Railway construit un embranchement nord-sud de Herington à Caldwell. En 1893, cet embranchement est progressivement étendu jusqu'à Fort Worth, au Texas. Cette ligne est appelée « OKT ».
Le Chicago, Kansas and Nebraska Railway a été repris en 1891 par la Chicago, Rock Island and Pacific Railroad, qui a fermé en 1980 et s'est réorganisée en Oklahoma, Kansas and Texas Railroad (en), lequel a fusionné en 1988 avec la Missouri Pacific Railroad, qui a à son tour fusionné en 1997 avec l'Union Pacific Railroad. La plupart des habitants appellent encore ce chemin de fer le « Rock Island ».
Patr ailleurs, la National Old Trails Road (en), également connue sous le nom de Ocean-to-Ocean Highway, a été créée en 1912 et passait par Herington, Delavan (en) et Council Grove. L'American Discovery Trail (en) passe par Herington.
Pendant la Seconde Guerre mondiale, l'aérodrome militaire de Herington (en) a été construit. C'était un des deux aéroports à traiter les équipes de bombardement lourd et les équipements en transit vers les côtes en vue de missions à l'étranger. Le terrain a ensuite été cédé à la ville de Herington et est actuellement utilisé comme aéroport municipal.

## Géographie
Selon le Bureau du recensement des États-Unis, la ville a une superficie totale de 13,18 km2, dont 13,11 km2 de terre et 0,08 km2 d'eau.